# Sardoal
Sardoal (sɐɾdu'aɫ) è un comune portoghese di 4 104 abitanti situato nel distretto di Santarém.

## Galleria d'immagini

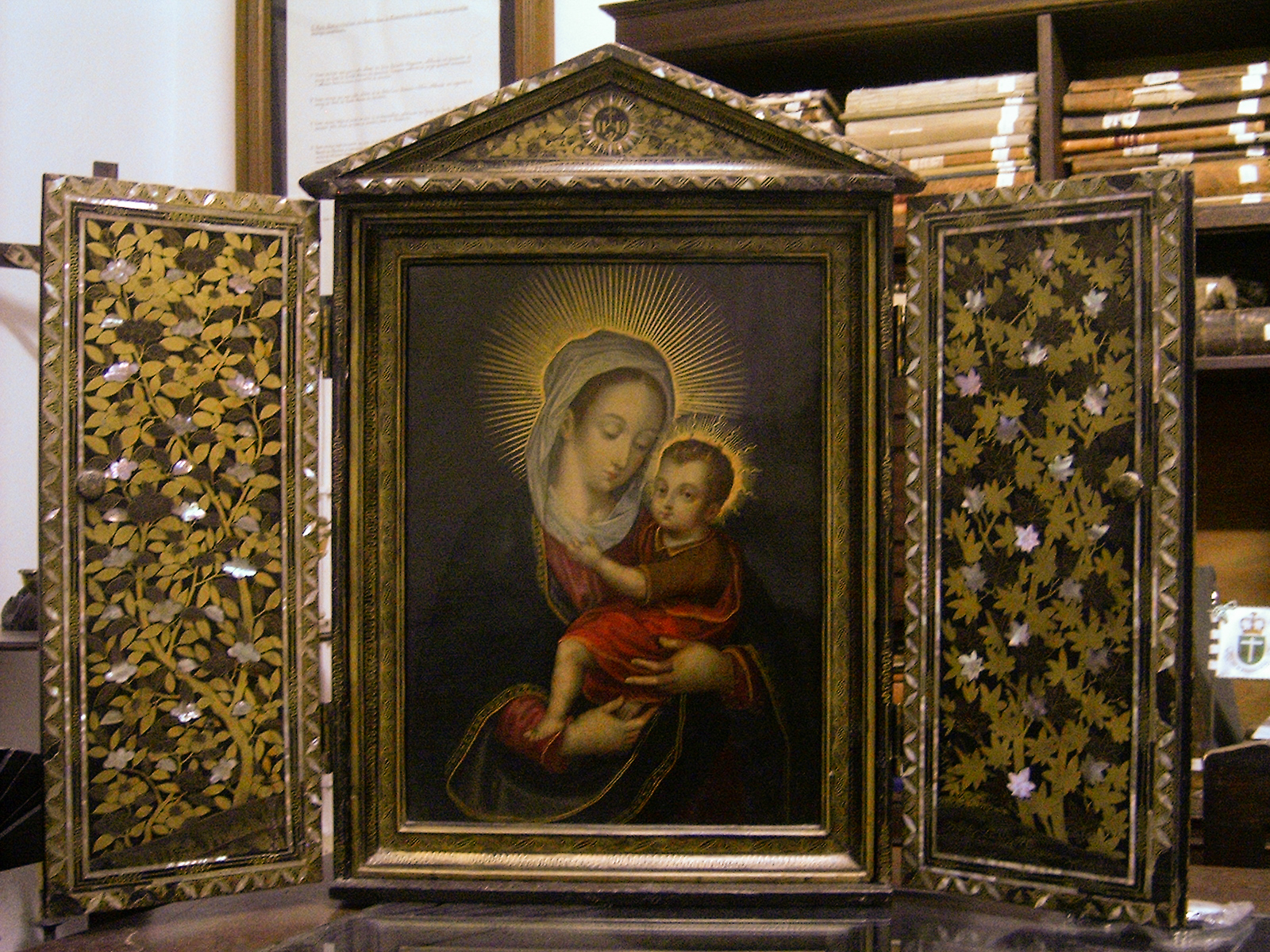
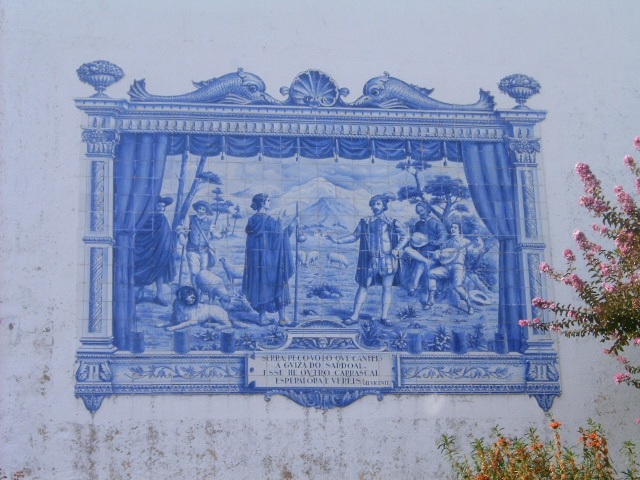
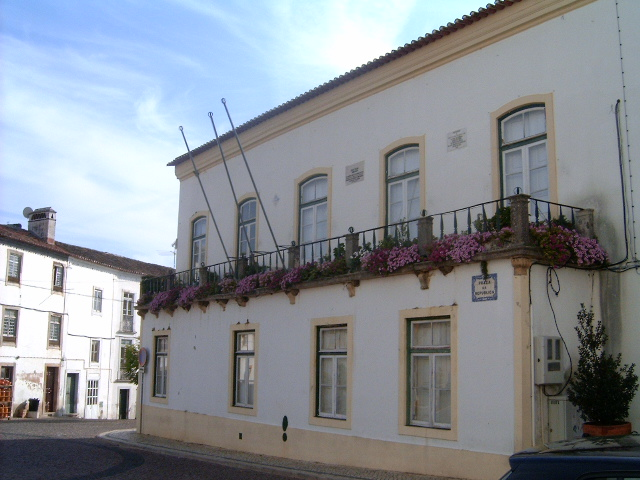
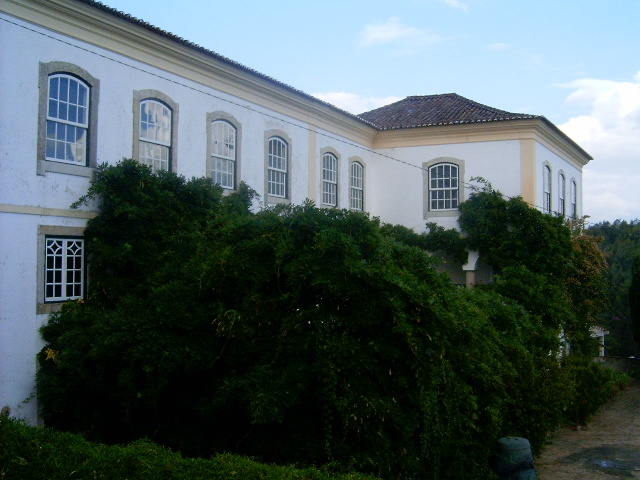
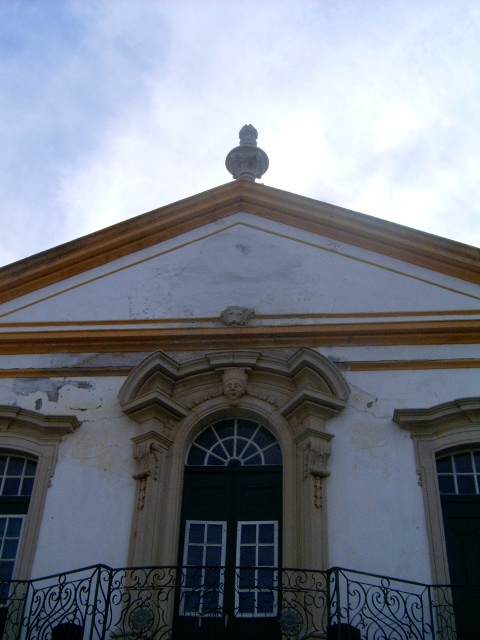
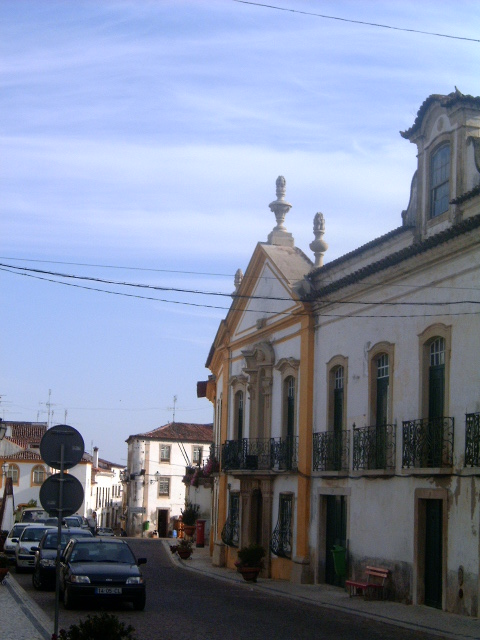
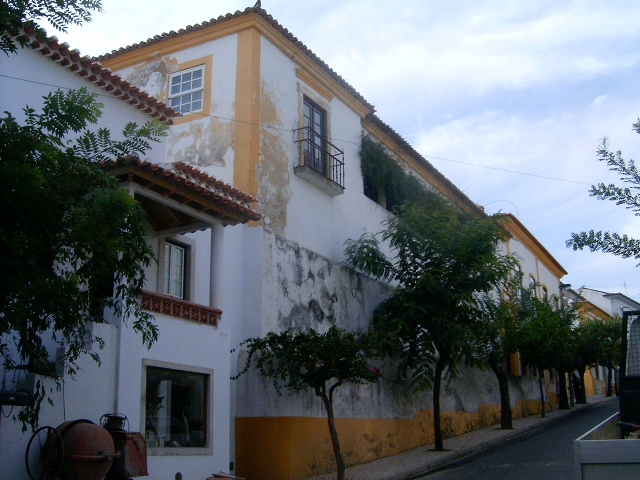
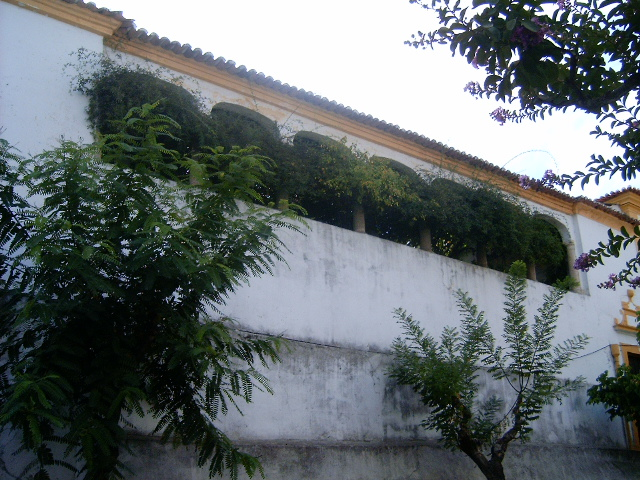
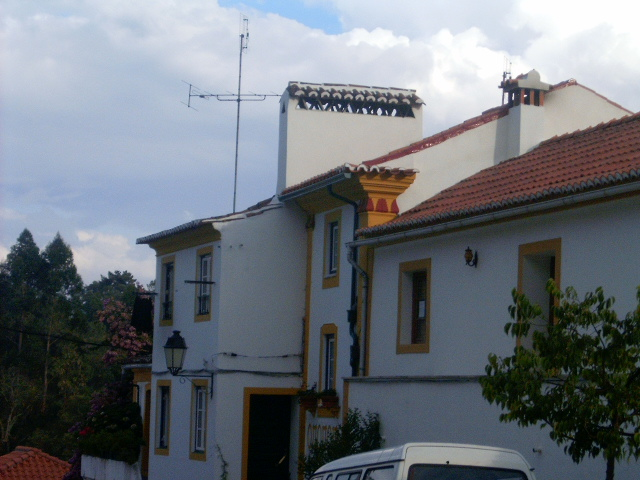
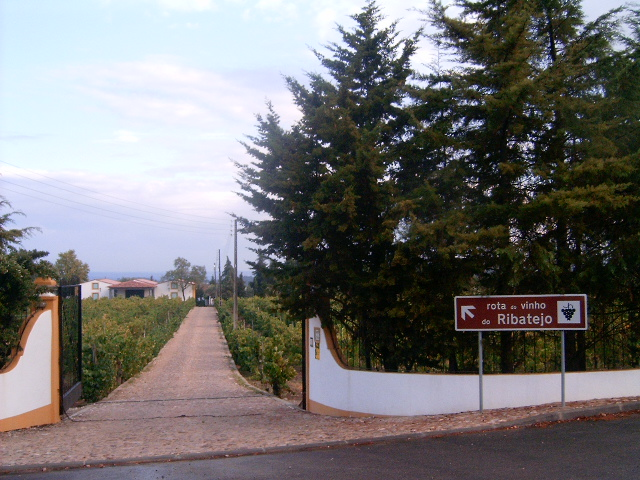

## Società

### Evoluzione demografica
| Popolazione di Sardoal (1801 – 2004) | Popolazione di Sardoal (1801 – 2004) | Popolazione di Sardoal (1801 – 2004) | Popolazione di Sardoal (1801 – 2004) | Popolazione di Sardoal (1801 – 2004) | Popolazione di Sardoal (1801 – 2004) | Popolazione di Sardoal (1801 – 2004) | Popolazione di Sardoal (1801 – 2004) | Popolazione di Sardoal (1801 – 2004) |
| ------------------------------------ | ------------------------------------ | ------------------------------------ | ------------------------------------ | ------------------------------------ | ------------------------------------ | ------------------------------------ | ------------------------------------ | ------------------------------------ |
| 1801                                 | 1849                                 | 1900                                 | 1930                                 | 1960                                 | 1981                                 | 1991                                 | 2001                                 | 2004                                 |
| 4213                                 | 4480                                 | 5804                                 | 6863                                 | 6854                                 | 5022                                 | 4430                                 | 4104                                 | 3992                                 |

## Freguesias
- Alcaravela
- Santiago de Montalegre
- Sardoal
- Valhascos